# Club Hípico de Antofagasta
El Club Hípico de Antofagasta (También llamado Hipódromo Isidro Bosch Sabater), fue un hipódromo ubicado en la ciudad chilena de Antofagasta, capital de la región del mismo nombre.

## Historia
Fue fundado el 29 de septiembre de 1908 y su funcionamiento fue autorizado por Decreto Supremo y declarada legalmente por Decreto Supremo N° 3659 del 4 de septiembre de 1928. El objeto de la esta sociedad era crear y sostener un centro de reunión y entretenimiento en la ciudad de Antofagasta, mediante el establecimiento de carreras de caballos.
Desde su inauguración hasta 1961, el hipódromo nortino estuvo enclavado en el sector donde actualmente se encuentra el Estadio Regional Calvo y Bascuñán, debido a la construcción de éste, el hipódromo fue trasladado a la localidad de "La Chimba" y sus nuevas instalaciones fueron inauguradas el 15 de octubre de 1961.
Con fecha 25 de agosto de 1965, fue ampliada su existencia por 50 años más, en razón al mecanismo legal relatado en la Ley N° 16.292.
El objeto de la Sociedad fue el de crear y sostener un centro de reunión y entretenimiento en la ciudad de Antofagasta, mediante el establecimiento de carreras de caballos.  Con tal objeto quedó autorizada para:
a) Comprar y arrendar propiedades, pedir concesiones de terrenos fiscales o municipales, ya sean urbanos, suburbanos o rurales y adaptarlos a las necesidades y fines sociales, haciendo en ellos las construcciones e instalaciones que fueran menester.
c) Otorgar premios a los vencedores en las carreras o juegos que establezcan. Hoy por hoy la actividad principal de la Sociedad es la realización de carreras. El giro de la Sociedad es apuestas.  Para ello se rige por el Código de Carreras de Chile redactado y publicado por el Ministerio de Hacienda. El sistema de apuestas consiste en el juego de montos fijos, sea en forma simple, doble, triple o combinado y en el reparto de los fondos acumulados entre las personas que apuestan a los caballos vencedores, previa deducción del correspondiente Impuesto.
En 1999 se firma un acuerdo con el Valparaíso Sporting Club para ingresar a la red de apuestas Telesport, asegurándose que sus carreras sean apostadas a nivel nacional. A partir de abril de 2005 el Club Hípico de Antofagasta conforma la Red Teletrak y tiene un Capital Accionario formado por 500 acciones suscritas y pagadas.
El 31 de enero de 2013 el presidente del CHA, Pedro Troncoso Martinic, anunció el fin de las actividades hípicas en el recinto.
Posteriormente, a mediados de febrero de 2013, en reunión de directorio y accionistas, se aprobó la venta de las 33 hectáreas del Club Hípico de Antofagasta a la inmobiliaria Río Napo, (propiedad de Guzmán&Larraín), sin embargo se interpuso un recurso de protección presentado en la Corte de Apelaciones de la ciudad para anular la venta del recinto hípico, debido a que este acuerdo efectuado el 25 de enero de 2013 se hizo de forma ilegal. 
En el año 2014 empezó la demolición de las tribunas y pesebreras del Club Hípico de Antofagasta por parte de la inmobiliaria Río Napo, aún continuando vigente la querella interpuesta por los propietarios de caballos y los extrabajadores del CHA. 
Después de un largo litigio entre los propietarios de caballos y extrabajadores del CHA y la empresa inmobiliaria Guzmán&Larraín, finalmente ganó esta última y en 2021 se empezó a construir en los terrenos del hipódromo un proyecto inmobiliario, con esto se da por oficializado el cierre del recinto hípico antofagastino. 
El Club Hípico de Antofagasta S.A. a pesar de que ya no existe como hipódromo, está establecido como sociedad anónima y administra una sucursal Teletrak en la calle Uribe 819 de la ciudad nortina.

## Distancias
El Club Hípico de Antofagasta contaba con una pista de arena de 1.800 m de largo por 20 de ancho.
- 1.100 m
- 1.200 m
- 1.300 m
- 1.400 m
- 1.500 m
- 2.000 m

## Premios

### Clásicos
| Índice        | 1.100-1.200 | 1.300    | 1.400    | 1.500    | 2.000    |
| ------------- | ----------- | -------- | -------- | -------- | -------- |
| 20 Superiores | $500.000    | $540.000 | $580.000 | $600.000 | $750.000 |

### Carreras Handicaps
| Índice      | 1.100-1.200 | 1.300    |
| ----------- | ----------- | -------- |
| 11 Superior | $420.000    | $480.000 |
| 10 al 1     | $400.000    | $420.000 |

## Clásicos importantes (2004-2012)

### Aniversario de la ciudad de Antofagasta (febrero)
| Año  | Caballo          | Jinete           | Preparador            | Tiempo  |
| ---- | ---------------- | ---------------- | --------------------- | ------- |
| 2004 | A Galope Tendido | Rodrigo Guajardo | Luis Aros A.          |         |
| 2005 | Amor Sureño      | Pedro Ortiz      | Genaro Covarrubias E. |         |
| 2006 | Davidoff         | Mario Valdés     | Nelson Espina C.      |         |
| 2007 | Mar de la China  | Luis Aros        | Juan Belzú O.         | 2.04.81 |
| 2008 | Watergate II     | José Flores      | Nelson Espina C.      | 2.04.61 |
| 2009 | Sir Casablanca   | Yerko Espina     | Juan Belzú O.         | 2.06.69 |
| 2010 | Soy Fiestero     | Luis Torres      | Mario Covarrubias E.  | 2.06.57 |
| 2011 | Pindaco          | Alberto Vásquez  | Mario Valenzuela      | 2.06.67 |
| 2012 | Pindaco          | Luis Aros        | Víctor Valenzuela     | 2.06.95 |

### Aniversario del Club Hípico de Antofagasta (septiembre)
| Año  | Caballo          | Jinete              | Preparador            | Tiempo  |
| ---- | ---------------- | ------------------- | --------------------- | ------- |
| 2004 | Viento Oeste     | Cristián Díaz       | René Díaz             |         |
| 2005 | Deep Blue        | Víctor Hidalgo      | Nelson Espina C.      |         |
| 2006 | Héroe de Leyenda | Alberto Covarrubias | Genaro Covarrubias E. |         |
| 2007 | Pleito           | Alberto Covarrubias | Genaro Covarrubias E. | 2.05.61 |
| 2008 | Silver Gold      | Alexis Morales      | René Díaz             | 2.04.89 |
| 2009 | Mar de la China  | Rubén Pastén        | Manuel Pastén         | 2.06.92 |
| 2010 | Rey Zaragoza     | Luis Aros           | Juan Marinovic        | 2.05.23 |
| 2011 | Tayllerand       | Paul Macaya         | Carlos Córdova A.     | 2.07.27 |
| 2012 | Che Tano         | Luis Aros           | Claudio Eissmann H.   | 2.07.02 |

### Ali Duk Castro
- 2004: Deep Blue Williams Rivas-Nelson Espina
- 2005: Viento Oeste Andrés Covarrubias-René Díaz
- 2006: Mar de la China Luis Aros H.-Juan Belzú
- 2007: Desperfilado (2:05.17) Yerko Espina-Nelson Espina
- 2008: Reinaldo (2:05.44) Yerko Espina-Juan Belzu

### Pedro Martinic Radic
- 2011: New Black (2:06.47) Jose Solano-Víctor Valenzuela

## Último directorio
Presidente
- Pedro Troncoso Martinic  (†)

Directores
| - Miguel Bascuñán Sfeir - Pedro Yutronic Pincheira | - Jordan Obilinovic Arrate - Francisco Weber Gómez |

Presidentes Honorarios
| - José Martinic Galetovic - Radomir Petricio Yaksic | - Pedro Martinic Radic (†) |

Director Honorario
- Mohamed Duk Castro (†)

## Última administración
- Gerente general: Juan Muñoz Navia
- Jefe de áreas Hípica y Apuestas: Germán López López
- Contador-Jefe de Personal: Héctor Castillo Cortez
- Jefe de Mantenimiento: Jaime Meza Aravena
- Asesor Jurídico: Héctor Gómez Salazar